# Европско првенство у атлетици на отвореном 2012 — штафета 4 x 400 метара за жене
Трка штафета 4 х 400 м у женској конкуренцији на Европском првенству у атлетици 2012. у Хелсинкију одржана је 30. и 1. јула на Олимпијском стадиону у Хелсинкију.

## Рекорди
| Рекорди пре почетка Европског првенства 2012.     | Рекорди пре почетка Европског првенства 2012.                                                            | Рекорди пре почетка Европског првенства 2012. | Рекорди пре почетка Европског првенства 2012. | Рекорди пре почетка Европског првенства 2012. |
| ------------------------------------------------- | --- | --------------------------------------------- | --------------------------------------------- | --------------------------------------------- |
| Светски рекорд                                    | Совјетски Савез · (Татјана Ледовскаја, Олга Назарова, Марија Кулчунова, Олга Бризгина)                   | 3:15,17                                       | Сеул, Јужна Кореја                            | 1. октобар 1988                               |
| Европски рекорд                                   | Совјетски Савез · (Татјана Ледовскаја, Олга Назарова, Марија Кулчунова, Олга Бризгина)                   | 3:15,17                                       | Сеул, Јужна Кореја                            | 1. октобар 1988                               |
| Рекорди Европских првенстава                      | Источна Немачка · Кирстен Емелман, Забине Буш · Петра Милер, Марита Кох                                  | 3:16,87                                       | Stuttgart, West Germany                       | 31 August 1986                                |
| Светски рекорд сезоне                             | Сједињене Америчке Државе Црвени · Френсина Макорори, Алисон Филикс · Наташа Хејстингс, Сања Ричардс-Рос | 3:21,18                                       | Филаделфија, САД                              | 28. април 2012                                |
| Европски рекорд сезоне                            | Украјина · Антонина Јефремова, Алина Логвиненко · Наталија Пигида, Јулија Олишевска                      | 3:26,36                                       | Јалта, Украјина                               | 29. мај 2012                                  |
| Рекорди после завршетка Европског првенства 2012. | |                                               |                                               |                                               |
| Европски рекорд сезоне                            | Украјина Јулија Олишевска, Олга Земљак Наталија Пигида, Алина Логвиненко                                 | 3:25,07                                       | Хелсинки, Финска                              | 1. јул 2012.                                  |

## Победнице
|                                                                        |                                                                    |                                                                          |
| Јулија Олишевска Олга Земљак Наталија Пигида Алина Логвиненко Украјина | Фара Анаршарси Lenora Guion Firmin Мари Гајо Флорија Геј Француска | Зузана Хејнова Зузана Бергерова Јитка Бартоничкова Дениса Росолова Чешка |

## Сатница
| Датум         | Време | Коло          |
| ------------- | ----- | ------------- |
| 30. јун 2012. | 21:50 | Квалификације |
| 1. јул 2012.  | 19:25 | Финале        |

## Резултати

### Квалификације
Штафете су биле подељене у две групе по 8. По три првопласиране штафете (КВ) из сваке групе и 2 према резултату (кв) су се пласирале у финале.
| Поз. | Група | Стаза | Земља                | Атлетичарке                                                                   | Време   | Белешка |
| ---- | ----- | ----- | -------------------- | ----------------------------------------------------------------------------- | ------- | ------- |
| 1    | 2     | 3     | Француска            | Фара Анаршарси, Elea Mariama Diarra, Ленора Гијо Фермен, Floria Guei          | 3:29,03 | КВ      |
| 2    | 1     | 4     | Украјина             | Јулија Олишевска, Дарина Приступа, Наталија Пигида, Алина Логвиненко          | 3:29,09 | КВ      |
| 3    | 2     | 6     | Уједињено Краљевство | Ејли Чајлд, Кели Масеј, Nicola Sanders, Шана Кокс                             | 3:29,96 | КВ      |
| 4    | 2     | 7     | Чешка                | Јитка Бартоничкова, Дениса Росолова, Зузана Бергерова, Зузана Хејнова         | 3:30,86 | КВ      |
| 5    | 2     | 5     | Русија               | Олга Товарнова, Татјана Вешкурова, Liliya Molgacheva, Јулија Терекова         | 3:31,35 | кв      |
| 6    | 1     | 3     | Немачка              | Естер Кремер, Јанин Линденберг, Christiane Klopsch, Фабијен Колман            | 3:31,38 | КВ      |
| 7    | 1     | 1     | Румунија             | Elena Mirela Lavric, Alina Panainte, Bianca Razor, Ангела Морошану            | 3:31.48 | КВ      |
| 8    | 2     | 1     | Пољска               | Агата Беднарек, Јустина Свјенти, Iga Baumgart, Ана Јесјењ                     | 3:31,50 | кв      |
| 8    | 1     | 2     | Белорусија           | Maryna Boika, Iryna Khliustava, Yulia Yurenya, Илона Усович                   | 3:31,50 |         |
| 10   | 2     | 2     | Италија              | Кјара Бацони, Марија Енрика Спача, Либанија Гренот, Марта Милани              | 3:31,64 |         |
| 11   | 1     | 8     | Турска               | Сема Апак, Мерве Ајдин, Meliz Redif, Пинар Сака                               | 3:34,70 |         |
| 12   | 1     | 6     | Норвешка             | Irene Høvik Helgesen, Nina Katrine Brandt, Лине Клостер, Martine Eikemo Borge | 3:37,74 |         |
| 13   | 1     | 7     | Шпанија              | Аури Лорена Бокеса, Наталија Ромеро, Begoña Garrido, Andrea Díez              | 3:38,00 |         |
| 14   | 2     | 8     | Португалија          | Карла Таварес, Каролина Дуарте, Вера Барбоза, Joceline Monteiro               | 3:40,79 |         |
| 15   | 2     | 4     | Финска               | Jenni Kivioja, Ела Ресенен, Ilona Punkkinen, Emma Millard                     | 3:40,97 |         |
| -    | 1     | 5     | Резублика Ирска      | Клер Бергин, Joanne Cuddihy, Marian Heffernan, Мишел Кери                     | ДИСК    |         |

### Финале
| Место | Стаза | Атлетичар            | Земља                                                                  | Резултат | Белешка |
| ----- | ----- | -------------------- | ---------------------------------------------------------------------- | -------- | ------- |
|       | 6     | Украјина             | Јулија Олишевска, Олга Земљак, Наталија Пигида, Алина Логвиненко       | 3:25,07  | ЕРС     |
|       | 3     | Француска            | Фара Анаршарси, Ленора Гијо Фермен, Мари Гајо, Floria Guei             | 3:25,49  |         |
|       | 8     | Чешка                | Зузана Хејнова, Зузана Бергерова, Јитка Бартоничкова, Дениса Росолова, | 3:26,02  |         |
| 4     | 5     | Уједињено Краљевство | Шана Кокс, Nicola Sanders, Ли Маконел, Ејли Чајлд                      | 3:26,20  |         |
| 5     | 4     | Немачка              | Естер Крамер, Јанин Линденберг, Christiane Klopsch, Фабијен Колман     | 3:27,81  |         |
| 6     | 2     | Русија               | Олга Товарнова, Татјана Вешкурова, Јулија Терекова, Ксенија Задорина   | 3:28,36  |         |
| 7     | 7     | Румунија             | Sanda Belgyan, Elena Mirela Lavric, Bianca Razor, Ангела Морошану      | 3:29,80  |         |
| 8     | 1     | Пољска               | Агата Беднарек, Јустина Свјенти, Magdalena Gorzkowska, Ана Јесјењ      | 3:30,17  |         |